# Kanal 9
Kanal 9 est une chaîne de télévision privée commerciale qui émet depuis la ville de Kragujevac en Serbie. Créée en 1994, elle est diffusée dans les régions de Šumadija  et de Pomoravlje.
Kanal 9 appartient à la compagnie d'assurances Takovo osiguranje, qui a son siège à Kragujevac.

## Principales émissions
Les principales émissions de TV Kanal 9 sont les suivantes :
- Objektiv (informations générales)
- Jutarnji program
- Aktuelno (sujets politiques et sociaux)
- Sa lica mesta (émission d'actualité)
- Top sport (sports)
- Zdravi bili (santé)
- Domacin (sujets liés à l'agriculture)
- Ars antika (beaux-arts et antiquités)
- Express (cinéma)
- Anny style (mode)
- Casino club (musique de divertissement)
- Life style (vie quotidienne)
- Hit lista (variétés)
- Flash (spectacles et culture)